# Petrified/Remember the Name
Petrified/Remember the Name è un singolo del gruppo musicale statunitense Fort Minor, pubblicato il 4 ottobre 2005 come primo estratto dall'album in studio The Rising Tied.

## Video musicali

### Petrified
Il video, diretto da Robert Hales e girato in bianco e nero, mostra principalmente Mike Shinoda e gli Styles of Beyond interpretare il brano in un'area suburbana.

### Remember the Name
Il video, diretto da Kimo Proudfoot, mostra Shinoda e Tak e Ryu degli Styles of Beyond interpretare il brano mentre avanzano all'interno di un bar. Nel video sono presenti numerosi cameo, come Chester Bennington, Brad Delson e Rob Bourdon dei Linkin Park (gruppo di cui Shinoda fa parte) e Holly Brook.

## Tracce
CD promozionale (Stati Uniti), 12" (Stati Uniti), download digitale
Testi di Mike Shinoda (eccetto dove indicato), musiche di Mike Shinoda.
1. Petrified (Radio Edit) – 3:43
2. Petrified (Album Version) – 3:41
3. Petrified (Instrumental) – 3:42
4. Remember the Name (Radio Edit) – 3:47 (testo: Mike Shinoda, Ryan Maginn, Takbir Bashir)
5. Remember the Name (Album Version) – 3:47 (testo: Mike Shinoda, Ryan Maginn, Takbir Bashir)
6. Remember the Name (Instrumental) – 3:48 (testo: Mike Shinoda, Ryan Maginn, Takbir Bashir)

## Classifiche
Le posizioni sotto indicate fanno riferimento a Remember the Name.
| Classifica (2006) | Posizione massima |
| ----------------- | ----------------- |
| Stati Uniti       | 66                |